# Anomalon fuscipes
Anomalon fuscipes är en stekelart som först beskrevs av Cameron 1886.  Anomalon fuscipes ingår i släktet Anomalon och familjen brokparasitsteklar. Inga underarter finns listade i Catalogue of Life.